# Binham
Binham är en ort och civil parish i Storbritannien.   Den ligger i grevskapet Norfolk och riksdelen England, i den sydöstra delen av landet, 170 km norr om huvudstaden London. Binham ligger 29 meter över havet och antalet invånare är 232.
Terrängen runt Binham är platt. Runt Binham är det ganska tätbefolkat, med 104 invånare per kvadratkilometer. Närmaste större samhälle är Fakenham, 11,8 km sydväst om Binham. Trakten runt Binham består till största delen av jordbruksmark.